# Raport volumic
Raportul volumic este un mod de exprimare cantitativ a compoziției unui amestec sau unei combinații folosind volumele componentilor sau a elementelor. Este diferit de mărimea foarte similară fracție volumică.

## Definire
{\displaystyle \phi \mathrm {(i,j)} ={\frac {V\mathrm {(i)} }{V\mathrm {(solvent)} }}}

## Vezi si
- Concentrație volumică